# Centre national de tir sportif
Pour les articles homonymes, voir CNTS.
Le Centre national de tir sportif (CNTS) est une installation sportive située à Déols, à côté de Châteauroux (Indre), permettant la pratique à haut niveau des 12 disciplines gérées par la Fédération française de tir.
À son ouverture en 2018, le CNTS est le plus grand centre de tir sportif d'Europe,.
Plusieurs championnats du monde de tir s'y sont déroulés ainsi que les épreuves de tir des Jeux olympiques de 2024.

## Historique
Comme d'autres fédérations sportives olympiques, la Fédération française de tir (FFTir) a décidé de se doter d’un centre national sportif. Le projet a été lancé en 2012, la première pierre a été posée en 2016, les locaux ont été inaugurés en 2018, sur un site de 89 hectares. Des compétitions ont eu lieu avant l'inauguration officielle, notamment en 2017 les championnats du monde de tir de vitesse,.
En 2018, pour suivre les évolutions des prescriptions émises par la Fédération internationale de tir sportif pour l'organisation de manifestations de haut-niveau, une extension est projetée : un bâtiment de 4 600 m2 pour l'organisation des finales au pistolet. Le chantier mis en route en 2021 devrait s'achever fin 2022.
Le site est choisi par Keolis, fin 2019, comme site d'essai de ses véhicules autonomes.
En octobre 2020, Navya annonce faire rouler une navette autonome de niveau 4 (définies par la SAE), c’est-à-dire sans opérateur, pour la première fois au CNTS.

## Jeux olympiques de 2024
L'organisation des Jeux olympiques d'été de 2024 en France avait fait espérer aux gestionnaires de cette structure une possibilité d'accueillir des épreuves de tir, mais le Comité d'organisation des Jeux olympiques et paralympiques d'été de 2024 a initialement préféré la solution d'un complexe semi-provisoire à La Courneuve (Seine-Saint-Denis). Cependant, le relèvement des besoins en superficie remettent en cause ce site. En juillet 2022, le CNTS est donc retenu comme site de tir sportif pour les épreuves de tir des JO 2024,.
Les épreuves se déroulent du 27 juillet au 5 août 2024, et sont prévues du 30 août au 5 septembre pour le para tir, mais fin 2022 la question de l'hébergement n'était pas encore résolue; en 2023 la solution retenue est de réhabiliter d'anciennes casernes.
Le 20 avril 2023, la ministre des sports et des Jeux Olympiques de Paris, Amélie Oudéa-Castéra est en visite à Chateauroux, et en particulier au CNTS pour faire le point du dossier Paris 2024.
« Le samedi 27 juillet 2024, Châteauroux deviendra le centre du monde. » En effet la première médaille de cette olympiade sera décernée au CNTS ce jour-là.

## Installations

Pas de tir vide.

Pas de tir animé.

Les installations occupent un site de 78 hectares . 
Elles répondent aux normes européennes et mondiales pour l'organisation de compétitions de premier plan,. 
Il s'agit de la seule installation civile en France à pouvoir accueillir toutes les disciplines gérées par la FFTir à des distances comprises entre 10 et 600 mètres,. 
- 10 mètres : 90 postes de tir;
- 25 mètres : 60 postes de tir;
- 50 mètres : 80 postes de tir;
- 50 mètres cibles mobiles : 2 installations;
- Plateaux : 5 installations;
- Arbalète field : 90 postes;
- Tir sportif de vitesse : 35 alvéoles;
- 200 mètres : 40 postes;
- 300/600 mètres : 80 postes.

Le stockage de cartouches sur ce site est une Installation classée pour la protection de l'environnement relevant de la rubrique 4220-2, stockage de produits explosifs (à l'exclusion des produits explosifs présents dans les espaces de vente des établissements recevant du public), soumise à enregistrement.

## Manifestations organisées

### Mondiales
- 18 août au 13 septembre 2017 : Championnat du monde de tir sportif de vitesse, armes de poing (TSV)[29].
- 18 mai au 10 juin 2018 : Championnat du monde de tir sportif de vitesse (TSV), armes longues[30].
- 22 au 30 septembre 2018 : Coupe du monde de para-tir[31].
- 6 au 13 juin 2022 : Coupe du monde de para-tir[32].
- 1 au 13 juin 2022 : Championnats du monde de tir sur cible mobile 2022
- 27 juillet au 5 août 2024, épreuves de tir sportif des Jeux olympiques d'été de 2024.
- 30 août au 5 septembre, épreuves de tir sportif des Jeux paralympiques d'été de 2024.

## Retombées économiques
L'organisation en ce lieu de manifestations sportives de haut niveau entraîne des retombées économiques importantes pour les commerces du secteur.

#### Articles relatifs au tir et installations dédiées
- Fédération française de tir
- Fédération internationale de tir sportif
- Muzzle Loaders Associations International Confederation
- Société de tir
- Société de tir de Nancy
- Société de tir de Pontarlier
- Tir national de Versailles
- Tir sportif

#### Articles relatifs à des installations sportives de même statut
- Centre national du rugby
- Centre national de volley-ball
- Centre national du football